# Wires and Sparks
Wires and Sparks är det fjärde studioalbumet av den polska sångerskan Pati Yang, utgivet den 17 maj 2011 på EMI Poland. Det producerades av Joseph Cross, som också var med och producerade Hurts debutalbum Happiness. Låtarna skrev Pati Yang tillsammans med Cross varav flera även hennes dåvarande man Stephen Hilton bidragit till.
Albumet uppnådde plats 38 på den polska albumlistan. Fyra av låtarna hamnade på en EP med samma namn som gavs ut genom iTunes Store den 6 april 2012. Man gjorde även en musikvideo till låten "Near to God".

## Låtlista
| Nr  | Titel            | Kompositör                       | Längd |
| --- | ---------------- | -------------------------------- | ----- |
| 1.  | Let It Go        | Pati Yang, Joseph Cross          | 4:30  |
| 2.  | Near to God      | Pati Yang, Cross, Stephen Hilton | 4:16  |
| 3.  | Hold Your Horses | Pati Yang, Cross                 | 4:40  |
| 4.  | Kiss It Better   | Pati Yang, Cross, Symon Sipowicz | 4:39  |
| 5.  | Breaking Waves   | Pati Yang, Cross, Hilton         | 4:52  |
| 6.  | Revolution Baby  | Pati Yang, Cross, Hilton         | 4:48  |
| 7.  | Darling          | Pati Yang, Cross                 | 5:10  |
| 8.  | Take a While     | Pati Yang, Cross, Hilton         | 5:59  |
| 9.  | Wires and Sparks | Pati Yang, Cross, Hilton         | 4:40  |
| 10. | Fold             | Pati Yang, Cross, Hilton         | 5:31  |

| 1. | Wires and Sparks | Pati Yang, Cross, Hilton | 4:40 |
| 2. | Let It Go        | Pati Yang, Cross         | 4:32 |
| 3. | Take a While     | Pati Yang, Cross, Hilton | 5:59 |
| 4. | Breaking Waves   | Pati Yang, Cross, Hilton | 4:51 |

## Medverkande
- Pati Yang – sång, keyboard
- Leo Abrahams – gitarr
- Joseph Cross – gitarr, trummor, keyboard, stråkarrangemang, programmering, mixning, producent
- Clive Goddard – mixning
- Liz Harry – design
- Tamara Hema – stylist
- Mark McNulty – fotografi
- Nigel Walton – mastering
- Gavin Wood – fotografi

Källa

## Listplaceringar
| Lista (2011)       | Högsta position |
| ------------------ | --------------- |
| Polska albumlistan | 38              |